# Straßenradsport-Weltmeisterschaften 2017

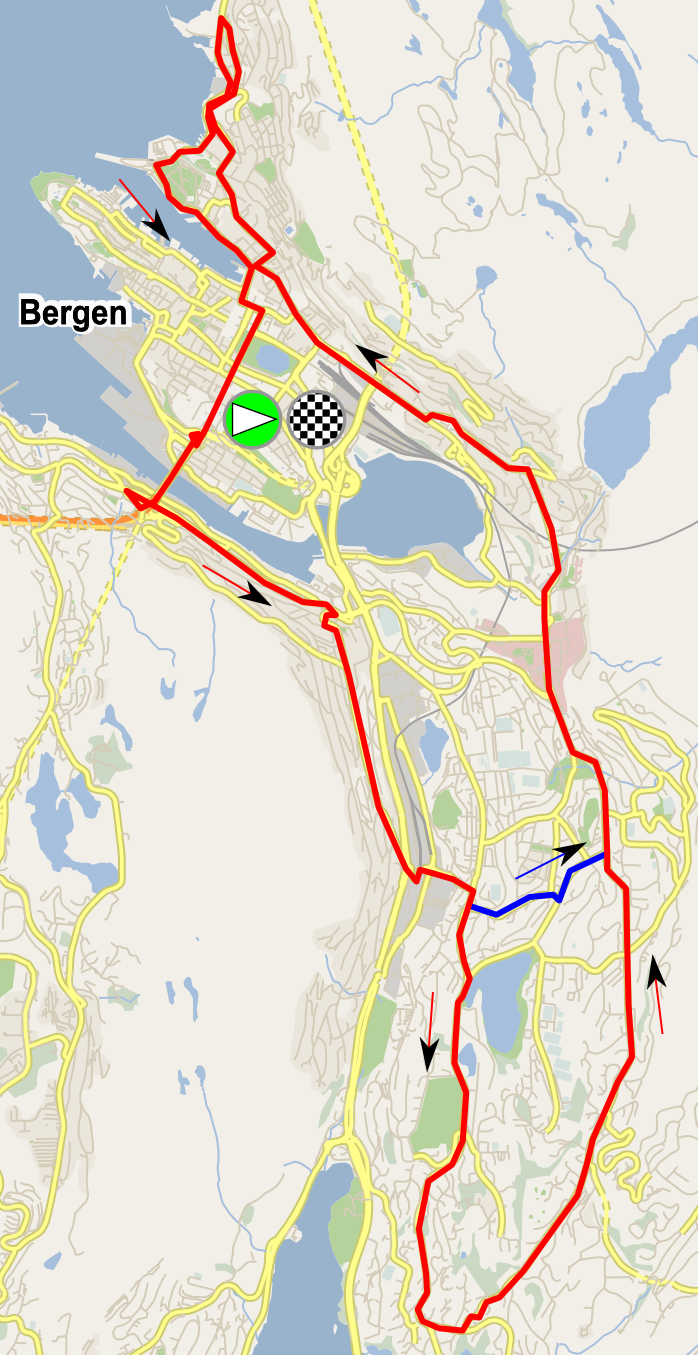
Kurze und lange Innenstadtrunden der Straßenrennen

Die Straßenradsport-Weltmeisterschaften 2017 fanden vom 17. bis 24. September im norwegischen Bergen statt.
Die Weltmeisterschaften setzten sich aus insgesamt zwölf Wettbewerben zusammen, je einem Straßenrennen, Mannschaftszeitfahren sowie einem Einzelzeitfahren für Männer und Frauen sowie je einem Straßenrennen und einem Einzelzeitfahren für U23-Fahrer, Junioren und Juniorinnen.

## Organisation und Verlauf
Die Idee, die Weltmeisterschaften nach Bergen zu holen, hatten drei norwegische Radsport-Enthusiasten, während sie 2011 – dem Vernehmen nach – gemeinsam am heimischen Küchentisch saßen. Mit den Weltmeisterschaften fand die größte internationale Sportveranstaltung in Norwegen seit der Ausrichtung der Olympischen Winterspiele 1994 in Lillehammer statt. Erwartet wurden rund 1150 Sportlerinnen und Sportler aus rund 50 Ländern. Die Organisatoren rechneten mit rund 500.000 Zuschauern vor Ort.
Die Mannschaftszeitfahren begannen auf der Insel Askøy, um in die Innenstadt von Bergen zu führen. Die Einzelzeitfahren fanden im Stadtgebiet von Bergen statt; das Einzelzeitfahren der Männer – mit 31 Kilometern das bis dato kürzeste – endete mit einer Bergankunft auf dem Aussichtspunkt Fløyen mit einer Steigung von 9,1 Prozent über 3,4 Kilometer bis auf 316 Meter Höhe. Es war das erste Mal, dass das Einzelzeitfahren für Männer bei einer WM auf einem Berg endete. Das Straßenrennen der Männer startete in Øygarden, führte entlang der Küste und beinhaltete den Aufstieg zum Salmon Hill unterhalb des Ulriken, mit einer Steigung von 6,4 Prozent über 1,5 Kilometer.
Am Morgen des ersten Wettkampftages gab der Bund Deutscher Radfahrer bekannt, dass der Fahrer John Degenkolb, der als Kapitän der Mannschaft ausersehen war, aus gesundheitlichen Gründen nicht bei der WM starten könne.
Schlusspunkt der Weltmeisterschaften war das Straßenrennen der Männer am letzten Sonntag der Woche: Der Slowake Peter Sagan gewann den Titel des Weltmeisters zum dritten Mal in Folge; dieser Hattrick ist einmalig in der Radsportgeschichte. Er war damit nach Alfredo Binda, Rik Van Steenbergen, Eddy Merckx und Óscar Freire der fünfte, der dreimal Weltmeister wurde, aber der erste, dem diese Erfolge in drei Jahren hintereinander gelangen. Sagan widmete seinen Sieg seinem im April bei einem Trainingsunfall ums Leben gekommenen Freund Michele Scarponi und dessen Frau.
Zwölf Kilometer vor dem Ziel, auf dem letzten Anstieg Salmon Hill konnte sich der Franzose Julian Alaphilippe absetzen, zu ihm gesellte sich der Italiener Gianni Moscon. Vier Kilometer vor dem Ziel näherte sich eine Gruppe von 26 Fahrern. Aus dieser Gruppe heraus kam es zum Sprintduell zwischen Sagan, Lokalmatador Alexander Kristoff und dem Australier Michael Matthews, das Sagan für sich entscheiden konnte, für sich selbst unerwartet, wie er später sagte. Moscon wurde später disqualifiziert, da er sich über eine kurze Strecke von einem Auto hatte mitziehen lassen. Die ehemaligen Rennfahrer Mario Cipollini und Óscar Freire gaben später zu bedenken, Sagans dominierende Stellung wurzele auch darin, dass es derzeit nicht viele Topfahrer gebe und ihn die anderen Mannschaften gewähren lassen würden.
Erfolgreichste Nationalmannschaft dieser Weltmeisterschaften war die aus den Niederlanden, die vor allem bei den Frauen dominierte: Chantal Blaak gewann das Rennen der Frauenelite, obwohl sie während des Rennens in einen Sturz verwickelt gewesen war, bei dem sich die US-amerikanische Fahrerin Megan Guarnier den Kiefer brach. Blaak gelang es, sich acht Kilometer vor dem Ziel aus einer Ausreißerinnengruppe zu lösen und das Rennen mit einem Vorsprung von 28 Sekunden zu gewinnen. Im Einzelzeitfahren gingen Gold und Silber an ihre Landsmänninnen Annemiek van Vleuten und Anna van der Breggen. Beide Fahrerinnen platzierten sich auch im Straßenrennen in den Top Ten. Der britische Rennfahrer und Straßenweltmeister von 2011 Mark Cavendish bezeichnete das Rennen der Frauen, das von vielen Attacken geprägt war, als „das aufregendste der WM“. Die dritte Goldmedaille errang Tom Dumoulin im Einzelzeitfahren.
Die italienische Mannschaft erreichte – wie schon im Jahr zuvor – besonders mit ihren Juniorinnen Erfolge: Elena Pirrone gewann Straßenrennen und Einzelzeitfahren und belegte weitere Podiumsplätze mit Letizia Paternoster und Alessia Vigilia. Auch bei den Junioren errang mit Antonio Puppio ein Italiener Silber. Insgesamt holte das italienische Team mit sieben Medaillen die meisten insgesamt. Den dritten Platz im Medaillenspiegel belegte das dänische Team, das zwei Goldmedaillen in den Nachwuchsklassen mit nach Hause nahm: Mikkel Bjerg gewann das Einzelzeitfahren der U23, und Julius Johansen, der erst kurz zuvor Vize-Europameister im Zeitfahren geworden war, das Straßenrennen der Junioren.
Die Mannschaft des Bundes Deutscher Radfahrer musste sich mit einer Silbermedaille für den U23-Fahrer Lennard Kämna begnügen, der nach einem beherzten Ausreißversuch noch vom späteren Sieger, dem Benoît Cosnefroy, eingeholt und überspurtet wurde. Kämna war auch Mitglied des Teams Sunweb, das Weltmeister im Mannschaftszeitfahren wurde. Fahrerinnen und Fahrer aus Österreich und der Schweiz konnten sich nicht auf dem Podium platzieren. Der österreichische Junior Florian Kierner belegte Rang sechs im Straßenrennen der Junioren. Der Schweizer Michael Albasini wurde Siebter im Straßenrennen der Männerelite.
Die Kosten für die Ausrichtung der Weltmeisterschaften waren vorab mit 16,6 Millionen Euro veranschlagt worden, die tatsächlichen Kosten betrugen aber 23,4 Millionen Euro. Das Defizit entstand unter anderem durch den unerwarteten Ausfall von Sponsoren aus der Öl- und Gastindustrie sowie den gefallenen Kurs der norwegischen Währung seit dem Zuschlag für Bergen und der Budgeterstellung, weshalb beispielsweise die Zahlungen an den Weltverband UCI gestiegen waren. Der Norwegische Radsportverband steht nun in der Gefahr, in Insolvenz zu gehen. Bei einer Crowdfunding-Aktion kamen innerhalb weniger Tage 3,5 Millionen Kronen (375,000 Euro) zusammen. Dennoch werten die Organisatoren angesichts des enormen Zuschauerzuspruchs die Weltmeisterschaften als großen Erfolg.

## Wettkämpfe
| Datum                   | Zeit                  | Klasse                | Distanz (km)          | Runden                        | Weltmeister 2017      | Weltmeister 2016          |                       |
| Mannschaftszeitfahren   | Mannschaftszeitfahren | Mannschaftszeitfahren | Mannschaftszeitfahren | Mannschaftszeitfahren         | Mannschaftszeitfahren | Mannschaftszeitfahren     | Mannschaftszeitfahren |
| ----------------------- | --------------------- | --------------------- | --------------------- | ----------------------------- | --------------------- | ------------------------- | --------------------- |
| Sonntag, 17. September  | 12:05                 | Elite Frauen          | 42,5                  |                               | Team Sunweb           | Boels Dolmans Cyclingteam |                       |
| Sonntag, 17. September  | 15:40                 | Elite Männer          | 42,5                  |                               | Team Sunweb           | Etixx-Quick Step          |                       |
| Einzelzeitfahren        |                       |                       |                       |                               |                       |                           |                       |
| Montag, 18. September   | 10:35                 | Juniorinnen           | 16,1                  | 1 kurze                       | Elena Pirrone         | Karlijn Swinkels          |                       |
| Montag, 18. September   | 13:05                 | Männer U 23           | 37,2                  | 1 kurze + 1 lange             | Mikkel Bjerg          | Marco Mathis              |                       |
| Dienstag, 19. September | 11:35                 | Junioren              | 21,1                  | 1 lange                       | Tom Pidcock           | Brandon McNulty           |                       |
| Dienstag, 19. September | 15:55                 | Elite Frauen          | 21,1                  | 1 lange                       | Annemiek van Vleuten  | Amber Neben               |                       |
| Mittwoch, 20. September | 13:05                 | Elite Männer          | 31                    | 2 + 3,4 km Bergankunft Fløyen | Tom Dumoulin          | Tony Martin               |                       |
| Straßenrennen           |                       |                       |                       |                               |                       |                           |                       |
| Freitag, 22. September  | 10:05                 | Juniorinnen           | 76,4                  | 4                             | Elena Pirrone         | Elisa Balsamo             |                       |
| Freitag, 22. September  | 13:15                 | Männer U 23           | 191                   | 10                            | Benoît Cosnefroy      | Kristoffer Halvorsen      |                       |
| Samstag, 23. September  | 09:30                 | Junioren              | 135,5                 | 5 + 40 km                     | Julius Johansen       | Jakob Egholm              |                       |
| Samstag, 23. September  | 13:15                 | Elite Frauen          | 152,8                 | 8                             | Chantal Blaak         | Amalie Dideriksen         |                       |
| Sonntag, 24. September  | 10:05                 | Elite Männer          | 276,5                 | 12 + 40 km                    | Peter Sagan           | Peter Sagan               |                       |

## Ergebnisse Frauen

### Straßenrennen
| Platz | Athletin             | Land | Zeit       |
| ----- | -------------------- | ---- | ---------- |
| 1     | Chantal Blaak        | NED  | 4:06:30 h  |
| 2     | Katrin Garfoot       | AUS  | + 0:28 min |
| 3     | Amalie Dideriksen    | DEN  | + 0:28 min |
| 4     | Annemiek van Vleuten | NED  | + 0:28 min |
| 5     | Katarzyna Niewiadoma | POL  | + 0:28 min |
| 6     | Christine Majerus    | LUX  | + 0:28 min |
| 7     | Susanne Andersen     | NOR  | + 0:28 min |
| 8     | Anna van der Breggen | NED  | + 0:28 min |
| 9     | Emilia Fahlin        | SWE  | + 0:28 min |
| 10    | Elena Cecchini       | ITA  | + 0:28 min |
|       |                      | …    |            |
| 24    | Martina Ritter       | AUT  | + 0:28 min |
| 42    | Lisa Brennauer       | GER  | + 1:19 min |
| 43    | Ramona Forchini      | SUI  | + 1:19 min |
| 49    | Lisa Klein           | GER  | + 2:31 min |
| 51    | Trixi Worrack        | GER  | + 2:31 min |
| 54    | Romy Kasper          | GER  | + 4:01 min |

Streckenlänge: 152,8 Kilometer.

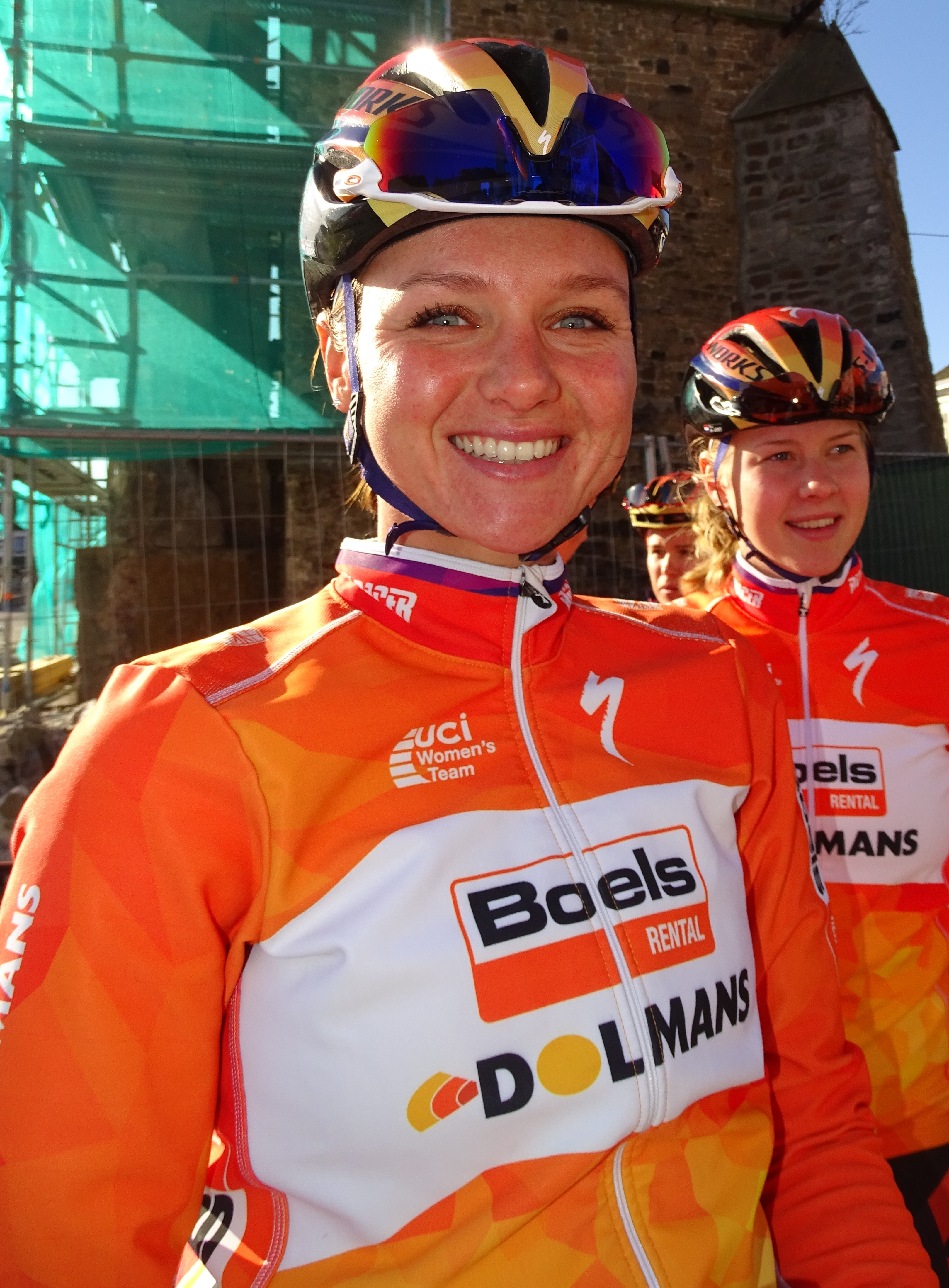
Chantal Blaak aus den Niederlanden wurde Weltmeisterin im Straßenrennen.

Es waren 153 Fahrerinnen am Start, von denen 76 das Ziel erreichten; eine Fahrerin startete nicht. Vorzeitig beendet haben das Rennen u. a. Christina Perchtold und Kathrin Schweinberger aus Österreich; Charlotte Becker und Claudia Lichtenberg aus Deutschland; Linda Indergand und Nicole Hanselmann aus der Schweiz.

### Einzelzeitfahren
| Platz | Athletin              | Land | Zeit (min)             | Abstand (s)   |
| ----- | --------------------- | ---- | ---------------------- | ------------- |
| 1     | Annemiek van Vleuten  | NED  | 28:50,35 (43,899 km/h) |               |
| 2     | Anna van der Breggen  | NED  | 29:0251                | + 12,16       |
| 3     | Katrin Garfoot        | AUS  | 29:09,28               | + 18,93       |
| 4     | Chloé Dygert Owen     | USA  | 29:28,30               | + 38,95       |
| 5     | Ellen van Dijk        | NED  | 29:42,41               | + 52,06       |
| 6     | Linda Villumsen       | NZL  | 29:46,08               | + 55,73       |
| 7     | Ashleigh Moolman      | RSA  | 30:08,88               | + 1:18,53 min |
| 8     | Lauren Stephens       | USA  | 30:10,21               | + 1:19,86 min |
| 9     | Hannah Barnes         | GBR  | 30:13,77               | + 1:23,42 min |
| 10    | Cecilie Uttrup Ludwig | DEN  | 30:24,44               | + 1:34,09 min |
|       |                       | …    |                        |               |
| 11    | Lisa Brennauer        | GER  | 30:38,65               | + 1:48,30 min |
| 16    | Trixi Worrack         | GER  | 30:53,88               | + 2:03,53 min |
| 25    | Ramona Forchini       | SUI  | 31:37,83               | + 2:47,48 min |
| 28    | Marlen Reusser        | SUI  | 31:49,27               | + 2:58,92 min |
| 29    | Martina Ritter        | AUT  | 31:52,70               | + 3:02,35 min |

Streckenlänge: 21,1 Kilometer

Es starteten 54 Fahrerinnen aus 34 Ländern.

### Mannschaftszeitfahren
| Platz | Team                               | Athletinnen                                                                                                   | Zeit                       |
| ----- | ---------------------------------- | --- | -------------------------- |
| 1     | Team Sunweb                        | Coryn Rivera / Leah Kirchmann / Ellen van Dijk / Lucinda Brand / Floortje Mackaij / Sabrina Stultiens         | 55:41,63 min (45,786 km/h) |
| 2     | Boels Dolmans Cyclingteam          | Karol-Ann Canuel / Anna van der Breggen / Chantal Blaak / Megan Guarnier / Christine Majerus / Amy Pieters    | + 12,43 s                  |
| 3     | Cervélo Bigla Pro Cycling Team     | Lotta Lepistö / Lisa Klein / Cecilie Uttrup Ludwig / Ashleigh Moolman / Clara Koppenburg / Stephanie Gaumnitz | +28,03 s                   |
| 4     | Canyon SRAM Racing                 | Lisa Brennauer / Trixi Worrack / Hannah Barnes / Elena Cecchini / Mieke Kröger / Alexis Ryan                  | + 1:04,79 min              |
| 5     | Team Virtu Cycling                 | Linda Villumsen / Claudia Koster / Sara Penton / Pernille Mathiesen / Amber Neben / Christina Malling         | + 2:51,52 min              |
| 6     | FDJ Nouvelle-Aquitaine Futuroscope | Roxane Knetemann / Shara Gillow / Eugénie Duval / Coralie Demay / Roxane Fournier / Aude Biannic              | + 3:23,04 min              |
| 7     | BTC City Ljubljana                 | Eugenia Bujak / Hanna Nilsson / Polona Batagelj / Urška Pintar / Corinna Lechner / Maaike Boogaard            | + 3:46,58 min              |
| 8     | BePink Cogeas                      | Alison Jackson / Olga Sabelinskaja / Katia Ragusa / Silvia Valsecchi / Ilaria Sanguineti / Francesca Pattaro  | + 4:58,84 min              |

Streckenlänge: 42,5 Kilometer
Insgesamt nahmen neun Teams teil.

## Ergebnisse Männer

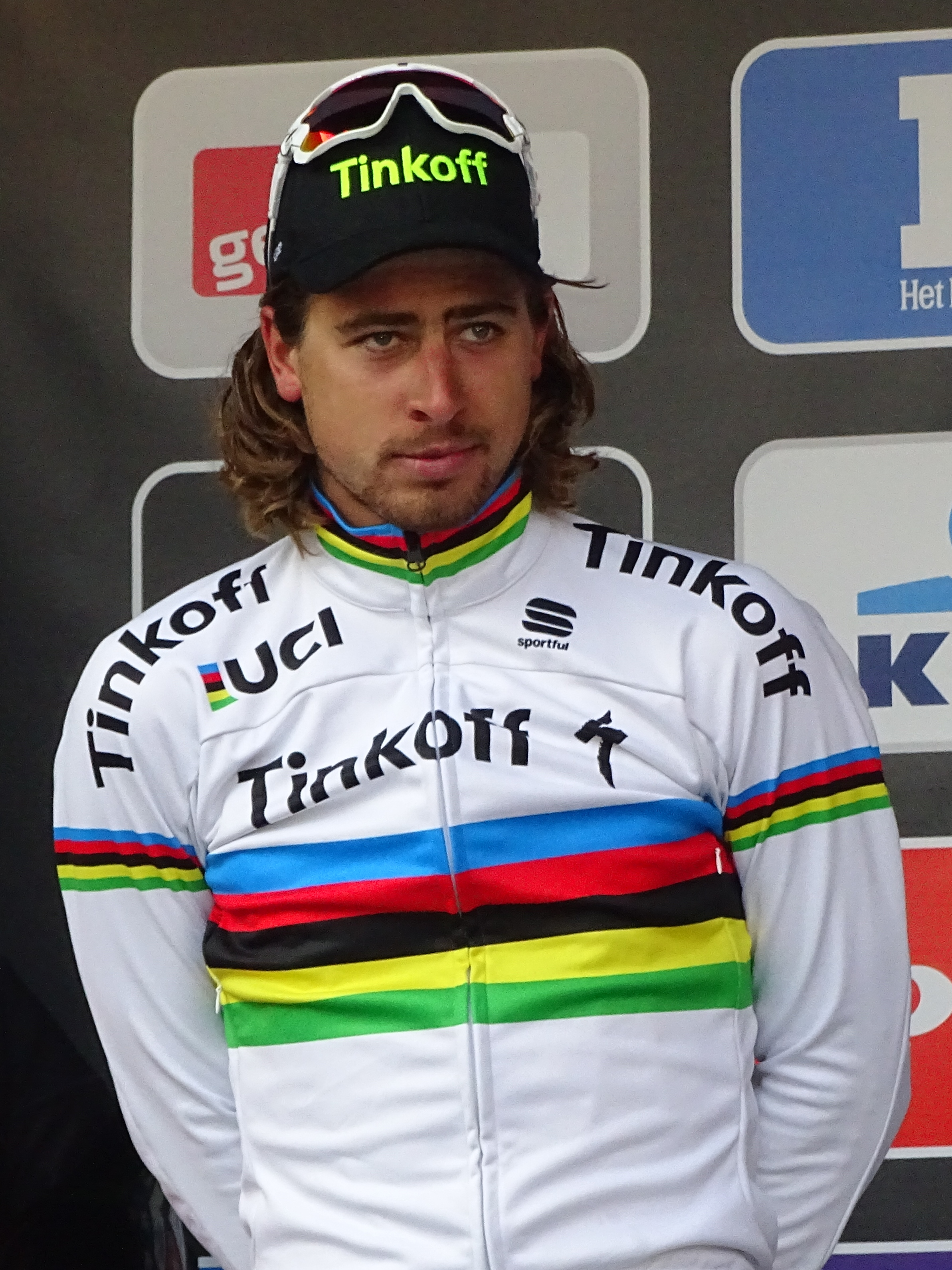
Zum dritten Mal in Folge Weltmeister: Peter Sagan

### Straßenrennen
| Platz | Athlet              | Land | Zeit        |
| ----- | ------------------- | ---- | ----------- |
| 1     | Peter Sagan         | SVK  | 6:28:11 h   |
| 2     | Alexander Kristoff  | NOR  | gl. Zeit    |
| 3     | Michael Matthews    | AUS  | gl. Zeit    |
| 4     | Matteo Trentin      | ITA  | gl. Zeit    |
| 5     | Ben Swift           | GBR  | gl. Zeit    |
| 6     | Greg Van Avermaet   | BEL  | gl. Zeit    |
| 7     | Michael Albasini    | SUI  | gl. Zeit    |
| 8     | Fernando Gaviria    | COL  | gl. Zeit    |
| 9     | Alexei Luzenko      | KAZ  | gl. Zeit    |
| 10    | Julian Alaphilippe  | FRA  | gl. Zeit    |
|       |                     | …    |             |
| 20    | Simon Geschke       | GER  | gl. Zeit    |
| 22    | Lukas Pöstlberger   | AUT  | gl. Zeit    |
| 40    | Nikias Arndt        | GER  | + 2:32 min  |
| 41    | Michael Schär       | SUI  | gl. Zeit    |
| 44    | Stefan Küng         | SUI  | gl. Zeit    |
| 47    | Marcus Burghardt    | GER  | gl. Zeit    |
| 50    | Silvan Dillier      | SUI  | gl. Zeit    |
| 68    | Stefan Denifl       | AUT  | gl. Zeit    |
| 69    | Tony Martin         | GER  | gl. Zeit    |
| 90    | Paul Martens        | GER  | + 5:49 min  |
| 99    | Rick Zabel          | GER  | + 7:33 min  |
| 100   | Fabian Lienhard     | SUI  | gl. Zeit    |
| 111   | Grégory Rast        | SUI  | + 9:24 min  |
| 112   | Marco Haller        | AUT  | gl. Zeit    |
| 114   | Nils Politt         | GER  | + 10:21 min |
| 116   | Jasha Sütterlin     | GER  | gl. Zeit    |
| 118   | Johannes Fröhlinger | GER  | gl. Zeit    |

Streckenlänge: 267,5 Kilometer

Es gingen 195 Fahrer aus 44 Nationen an den Start, von denen 62 das Ziel nicht erreichten. Ein Fahrer, der Italiener Gianni Moscon, wurde disqualifiziert.

### Einzelzeitfahren
| Platz | Athlet           | Land | Zeit (min)             | Abstand (min) |
| ----- | ---------------- | ---- | ---------------------- | ------------- |
| 1     | Tom Dumoulin     | NED  | 44:41.00 (41,626 km/h) |               |
| 2     | Primož Roglič    | SLO  | 45:38,79               | + 57,79 s     |
| 3     | Chris Froome     | GBR  | 45:53,90               | + 1:21,25     |
| 4     | Nelson Oliveira  | POR  | 46:09,52               | + 1:28,52     |
| 5     | Wassil Kiryjenka | BLR  | 46:09,75               | + 1:28,75     |
| 6     | Gianni Moscon    | ITA  | 46:10,49               | + 1:29,49     |
| 7     | Wilco Kelderman  | NED  | 46:15,33               | + 1:34,33     |
| 8     | Rohan Dennis     | AUS  | 46:18,39               | + 1:37,39     |
| 9     | Tony Martin      | GER  | 46:20,88               | + 1:39,88     |
| 10    | Jan Tratnik      | SLO  | 46:24,45               | + 1:43,45     |
|       |                  | …    |                        |               |
| 19    | Nikias Arndt     | GER  | 46:57,05               | + 2:16,05     |
| 25    | Stefan Küng      | SUI  | 47:26,53               | + 2:45,53     |
| 35    | Jasha Sütterlin  | GER  | 48:09,07               | + 3:28,07     |
| 40    | Reto Hollenstein | SUI  | 48:15,04               | + 3:34,04     |

Streckenlänge: 31 Kilometer

Es gingen 64 Fahrer aus 41 Nationen an den Start.

### Mannschaftszeitfahren
| Platz | Team                  | Athleten                                                                                                | Zeit                       |
| ----- | --------------------- | --- | -------------------------- |
| 1     | Team Sunweb           | Michael Matthews / Søren Kragh Andersen / Tom Dumoulin / Sam Oomen / Lennard Kämna / Wilco Kelderman    | 47:50,42 min (53,302 km/h) |
| 2     | BMC Racing Team       | Stefan Küng / Daniel Oss / Rohan Dennis / Tejay van Garderen / Miles Scotson / Silvan Dillier           | + 8,29 s                   |
| 3     | Team Sky              | Gianni Moscon / Chris Froome / Wassil Kiryjenka / Michał Kwiatkowski / Geraint Thomas / Owain Doull     | + 22,35 s                  |
| 4     | Quick-Step Floors     | Bob Jungels / Julien Vermote / Philippe Gilbert / Yves Lampaert / Jack Bauer / Niki Terpstra            | + 35,20 s                  |
| 5     | Orica-Scott           | Luke Durbridge / Michael Hepburn / Damien Howson / Daryl Impey / Svein Tuft / Alexander Edmondson       | + 1:03,21 min              |
| 6     | Movistar Team         | Jasha Sütterlin / Andrey Amador / Gorka Izagirre / Imanol Erviti / Jonathan Castroviejo / Alex Dowsett  | + 1:19,23 min              |
| 7     | Team Lotto NL-Jumbo   | Jos van Emden / Lars Boom / Primož Roglič / Victor Campenaerts / Stef Clement / Gijs Van Hoecke         | + 1:19,59 min              |
| 8     | CCC Sprandi Polkowice | Mateusz Taciak / Maciej Paterski / Jonas Koch / Jan Tratnik / Łukasz Owsian / Marcin Białobłocki        | + 1:44,05 min              |
| 9     | Team Katusha Alpecin  | Alexander Kristoff / Tony Martin / Michael Mørkøv / Tiago Machado / Nils Politt / Reto Hollenstein      | + 1:45,58 min              |
| 10    | Bora-hansgrohe        | Patrick Konrad / Maciej Bodnar / Jan Bárta / Lukas Pöstlberger / Aleksejs Saramotins / Marcus Burghardt | + 1:55,10 min              |

Streckenlänge: 42,5 Kilometer
Es gingen insgesamt 17 Teams an den Start.

## Ergebnisse Männer U23

### Straßenrennen
| Platz | Athlet                    | Land | Zeit                    |
| ----- | ------------------------- | ---- | ----------------------- |
| 1     | Benoît Cosnefroy          | FRA  | 4:48:23 h (39,739 km/h) |
| 2     | Lennard Kämna             | GER  | + 0:00 min              |
| 3     | Michael Carbel Svendgaard | DEN  | + 3 s                   |
| 4     | Oliver Wood               | GBR  | gl. Zeit                |
| 5     | Vincenzo Albanese         | ITA  | gl. Zeit                |
| 6     | Damien Touzé              | FRA  | gl. Zeit                |
| 7     | Max Kanter                | GER  | gl. Zeit                |
| 8     | Michał Paluta             | POL  | gl. Zeit                |
| 9     | Mark Downey               | IRL  | gl. Zeit                |
| 10    | Anders Skaarseth          | NOR  | gl. Zeit                |
|       |                           | …    |                         |
| 12    | Patrick Müller            | SUI  | gl. Zeit                |
| 14    | Marc Hirschi              | SUI  | gl. Zeit                |
| 52    | Lukas Rüegg               | SUI  | + 1:50 min              |
| 57    | Johannes Schinnagel       | GER  | gl. Zeit                |
| 62    | Gino Mäder                | SUI  | + 2:50 min              |
| 75    | Patrick Gamper            | AUT  | + 6:23 min              |
| 87    | Florian Nowak             | GER  | gl. Zeit                |

Streckenlänge: 191 Kilometer

Es starteten 178 Fahrer aus 56 Ländern, von denen 55 das Ziel nicht erreichten, darunter die Österreicher Markus Freiberger und Benjamin Brkic und der Deutsche Patrick Haller.

### Einzelzeitfahren
| Platz | Athlet             | Land | Zeit (min)             | Abstand (min) |
| ----- | ------------------ | ---- | ---------------------- | ------------- |
| 1     | Mikkel Bjerg       | DEN  | 47:06,48 (47,380 km/h) |               |
| 2     | Brandon McNulty    | USA  | 48:12,40               | + 1:05,92     |
| 3     | Corentin Ermenault | FRA  | 48:23,13               | + 1:16,65     |
| 4     | Tom Wirtgen        | LUX  | 48:24,85               | + 1:18,37     |
| 5     | Callum Scotson     | AUS  | 48:27,73               | + 1:21,25     |
| 6     | Senne Leysen       | BEL  | 48:28,19               | + 1:21,71     |
| 7     | Kasper Asgreen     | DEN  | 48:37,19               | + 1:30,71     |
| 8     | Edoardo Affini     | ITA  | 48:41,71               | + 1:35,23     |
| 9     | Neilson Powless    | USA  | 48:43,61               | + 1:37,13     |
| 10    | Scott Davies       | GBR  | 48:49,50               | + 1:43,02     |
|       | …                  |      |                        |               |
| 18    | Marc Hirschi       | SUI  | 49:34,94               | + 2:28,46     |
| 19    | Julian Braun       | GER  | 49:36,11               | + 2:29,63     |
| 20    | Patrick Haller     | GER  | 49:45,58               | + 2:39,10     |
| 29    | Martin Schäppi     | SUI  | 50:24,48               | + 3:18,00     |
| 35    | Patrick Gamper     | AUT  | 50:54,18               | + 3:47,70     |
| 36    | Markus Freiberger  | AUT  | 50:57,64               | + 3:51,16     |

Streckenlänge: 37,2 Kilometer.

Es waren 57 Fahrer aus 39 Nationen gemeldet, ein Fahrer ging nicht an den Start.

## Ergebnisse Junioren

### Straßenrennen
| Platz | Athlet           | Land | Zeit       |
| ----- | ---------------- | ---- | ---------- |
| 1     | Julius Johansen  | DEN  | 3:10:48 h  |
| 2     | Luca Rastelli    | ITA  | + 51 s     |
| 3     | Michele Gazzoli  | ITA  | gl. Zeit   |
| 4     | Niklas Märkl     | GER  | gl. Zeit   |
| 5     | Jake Stewart     | GBR  | gl. Zeit   |
| 6     | Florian Kierner  | AUT  | gl. Zeit   |
| 7     | Filippo Zana     | ITA  | gl. Zeit   |
| 8     | Olav Hjemsaeter  | NOR  | gl. Zeit   |
| 9     | Jewgeni Fedorow  | UKR  | gl. Zeit   |
| 10    | Jacob Hindsgaul  | DEN  | gl. Zeit   |
|       |                  | …    |            |
| 12    | Mario Gamper     | AUT  | gl. Zeit   |
| 17    | Juri Hollmann    | GER  | gl. Zeit   |
| 30    | Mauro Schmid     | SUI  | + 55 s     |
| 32    | Jakob Geßner     | GER  | gl. Zeit   |
| 43    | Alexandre Balmer | SUI  | gl. Zeit   |
| 56    | Marius Mayrhofer | GER  | + 3:32 min |
| 57    | Valere Thièbaud  | SUI  | gl. Zeit   |
| 74    | Leon Heinschke   | GER  | + 6:58 min |
| 78    | Tobias Bayer     | AUT  | + 8:00 min |
| 87    | Felix Engelhardt | GER  | gl. Zeit   |
| 93    | Florian Gamper   | AUT  | gl. Zeit   |

Streckenlänge: 133,8 Kilometer

Es gingen 190 Fahrer aus 63 Nationen an den Start, von denen 60 aufgeben mussten, darunter die Schweizer Alex Vogel und Ruben Eggenberg.

### Einzelzeitfahren
| Platz | Athlet             | Land | Zeit (min)             | Abstand (s)   |
| ----- | ------------------ | ---- | ---------------------- | ------------- |
| 1     | Thomas Pidcock     | GBR  | 28:02,15 (45,156 km/h) |               |
| 2     | Antonio Puppio     | ITA  | 28:14,07               | + 11,92       |
| 3     | Filip Maciejuk     | POL  | 28:15,44               | + 13,29       |
| 4     | Juri Hollmann      | GER  | 28:23.68               | + 21,53       |
| 5     | Igor Chhhan        | KAZ  | 28:25,81               | + 23,66       |
| 6     | Julius Johansen    | DEN  | 28:29,76               | + 27,61       |
| 7     | Daan Hoole         | NED  | 28:32,02               | + 29,87       |
| 8     | Andreas Leknessund | NOR  | 28:34,45               | + 32,30       |
| 9     | Nik Čemažar        | SLO  | 28:37,64               | + 35,49       |
| 10    | Sebastian Berwick  | AUS  | 28:38,08               | + 35,93       |
|       |                    | …    |                        |               |
| 13    | Leon Heinschke     | GER  | 28:42,41               | + 40,26       |
| 22    | Mauro Schmid       | SUI  | 29:09,91               | + 1:04,77 min |
| 27    | Tobias Bayer       | AUT  | 29:30,72               | + 1:28,57 min |
| 38    | Mario Gamper       | AUT  | 29:53,23               | + 1:51,08 min |

Streckenlänge: 21,1 Kilometer

Es gingen 78 Fahrer aus 45 Nationen an den Start.

## Ergebnisse Juniorinnen

### Straßenrennen
| Platz | Athletin                 | Land | Zeit       |
| ----- | ------------------------ | ---- | ---------- |
| 1     | Elena Pirrone            | ITA  | 2:06,17 h  |
| 2     | Emma Norsgaard Jørgensen | DEN  | + 12 s     |
| 3     | Letizia Paternoster      | ITA  | gl. Zeit   |
| 4     | Marija Nowolodskaja      | RUS  | gl. Zeit   |
| 5     | Jade Wiel                | FRA  | gl. Zeit   |
| 6     | Pfeiffer Georgi          | GBR  | gl. Zeit   |
| 7     | Clara Copponi            | FRA  | gl. Zeit   |
| 8     | Simone Boilard           | CAN  | gl. Zeit   |
| 9     | Anne-Sophie Harsch       | LUX  | gl. Zeit   |
| 10    | Évita Muzic              | FRA  | gl. Zeit   |
|       |                          | …    |            |
| 15    | Hannah Ludwig            | GER  | + 1:40 min |
| 25    | Franziska Koch           | GER  | + 4:12 min |
| 33    | Hannah Gruber-Stadler    | AUT  | gl. Zeit   |
| 35    | Lara Krähemann           | SUI  | gl. Zeit   |
| 43    | Katharina Hechler        | GER  | + 8:52 min |
| 47    | Ricarda Bauernfeind      | GER  | gl. Zeit   |

Streckenlänge: 76,4

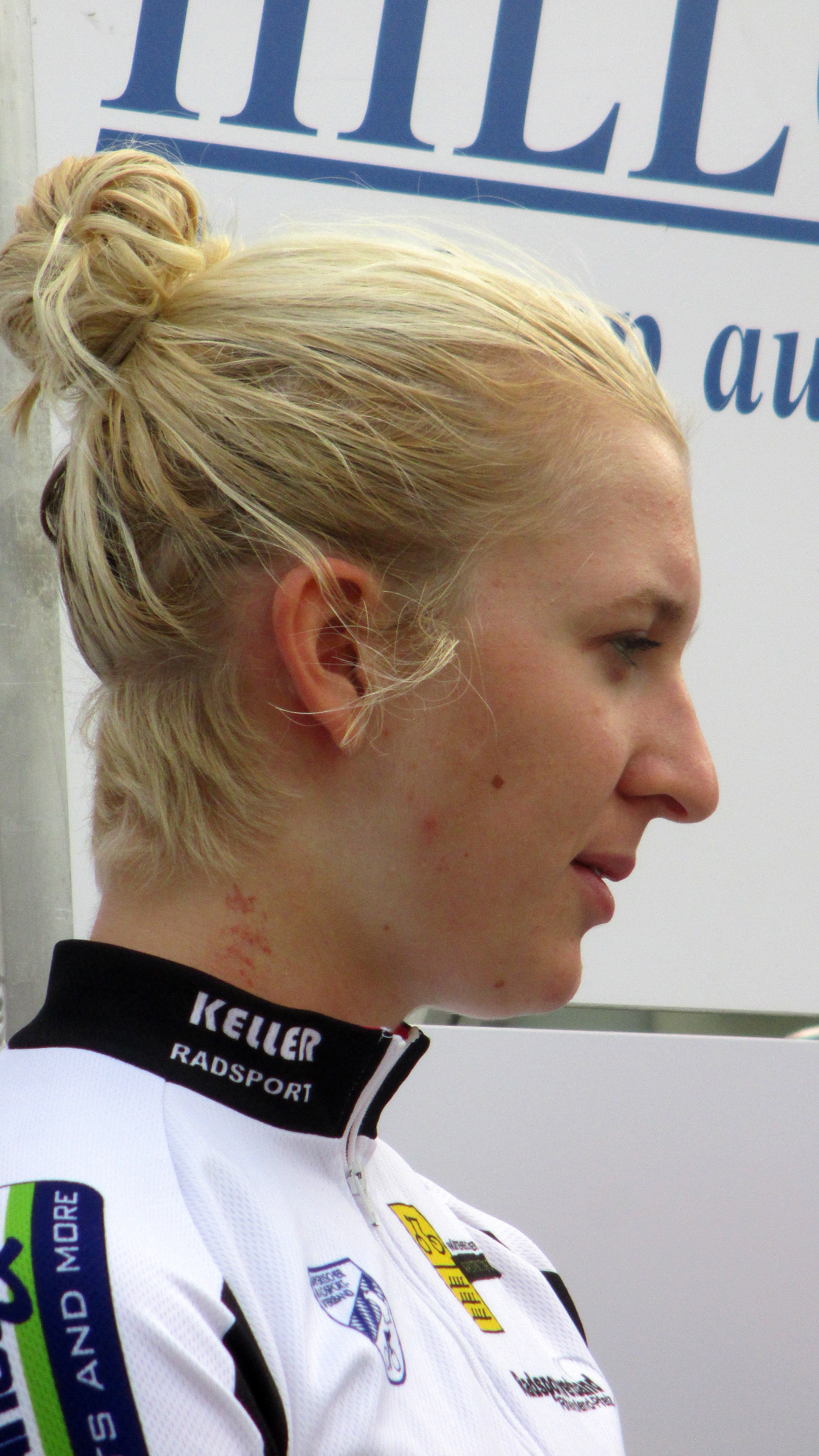
Hannah Ludwig – Juniorinnen U19 – Gewinnerin des 43. Rund um Sebnitz – Straßenradrennen 2018

Es starteten 92 Fahrerinnen aus 38 Nationen; 81 Fahrerinnen kamen ins Ziel.

### Einzelzeitfahren
| Platz | Athletin              | Land | Zeit (min)             | Abstand       |
| ----- | --------------------- | ---- | ---------------------- | ------------- |
| 1     | Elena Pirrone         | ITA  | 23:19,72 (41,408 km/h) |               |
| 2     | Alessia Vigilia       | ITA  | 23:26,10               | + 6,38 s      |
| 3     | Madeleine Fasnacht    | AUS  | 24:02,04               | + 42,32 s     |
| 4     | Hannah Ludwig         | GER  | 24:05,17               | + 45,45 s     |
| 5     | Marija Nowolodskaja   | RUS  | 24:28,77               | + 1:09,05 min |
| 6     | Marit Raaijmakers     | NED  | 24:40.66               | + 1:20,94 min |
| 7     | Pfeiffer Georgi       | GBR  | 24:42.31               | + 1:22,59 min |
| 8     | Shari Bossuyt         | BEL  | 24:43,18               | + 1:23,46 min |
| 9     | Letizia Paternoster   | ITA  | 24:49,33               | + 1:29,61 min |
| 10    | Jade Wiel             | FRA  | 24:50,35               | + 1:30,63 min |
|       |                       | …    |                        |               |
| 13    | Lea Lin Teutenberg    | GER  |                        | + 1:45,42 min |
| 22    | Lara Krähemann        | SUI  |                        | + 2:11,47 min |
| 26    | Hannah Gruber-Stadler | AUT  |                        | + 2:21,20 min |

Streckenlänge: 16,1 Kilometer

Es starteten 47 Fahrerinnen aus 29 Nationen, zwei Fahrerinnen beendeten das Rennen nicht.

## Medaillenspiegel
| Rang  | Land               | Gold | Silber | Bronze | Gesamt |
| ----- | ------------------ | ---- | ------ | ------ | ------ |
| 1     | Niederlande        | 3    | 1      | –      | 4      |
| 2     | Italien            | 2    | 3      | 2      | 7      |
| 3     | Dänemark           | 2    | 1      | 2      | 5      |
| 4     | Großbritannien     | 1    | –      | 1      | 2      |
| 4     | Frankreich         | 1    | –      | 1      | 2      |
| 6     | Slowakei           | 1    | –      | –      | 1      |
| 7     | Australien         | –    | 1      | 3      | 4      |
| 8     | Vereinigte Staaten | –    | 1      | –      | 1      |
| 8     | Deutschland        | –    | 1      | –      | 1      |
| 8     | Norwegen           | –    | 1      | –      | 1      |
| 8     | Slowenien          | –    | 1      | –      | 1      |
| 12    | Polen              | –    | –      | 1      | 1      |
| Total | Total              | 10   | 10     | 10     | 30     |

## Aufgebote

### Bund Deutscher Radfahrer
Elite Männer
- Einzelzeitfahren: Tony Martin, Nikias Arndt, Jasha Sütterlin

Tony Martin hat als Titelverteidiger ein persönliches Startrecht, darum kann der BDR drei Fahrer in den Wettbewerb schicken.
- Straßenrennen: John Degenkolb (Kapitän)[2], Nikias Arndt, Marcus Burghardt, Johannes Fröhlinger, Simon Geschke, Paul Martens, Tony Martin, Nils Politt, Jasha Sütterlin, Rick Zabel. Ersatzfahrer: Christoph Pfingsten

Elite Frauen
- Einzelzeitfahren: Lisa Brennauer, Trixi Worrack
- Straßenrennen: Charlotte Becker, Lisa Brennauer, Romy Kasper, Lisa Klein, Claudia Lichtenberg, Trixi Worrack. Ersatzfahrerinnen: Stephanie Gaumnitz, Clara Koppenburg

U23
- Zeitfahren: Julian Braun, Patrick Haller
- Straßenrennen: Patrick Haller, Lennard Kämna, Max Kanter, Florian Nowak, Johannes Schinnagel

Junioren
- Zeitfahren: Leon Heinschke, Juri Hollmann
- Straßenrennen. Felix Engelhardt, Leon Heinschke, Juri Hollmann, Jakob Geßner, Niklas Märkl, Marius Mayrhofer

Juniorinnen
- Zeitfahren: Hannah Ludwig, Lea Lin Teutenberg
- Straßenrennen: Ricarda Bauernfeind, Katharina Hechler, Franziska Koch, Hannah Ludwig, Lea Lin Teutenberg

### Österreichischer Radsport-Verband
Elite Frauen
- Einzelzeitfahren: Martina Ritter
- Straßenrennen: Christina Perchtold, Martina Ritter, Kathrin Schweinberger

Elite Männer
- Einzelzeitfahren: Lukas Pöstlberger, Riccardo Zoidl
- Straßenrennen: Marco Haller, Gregor Mühlberger, Lukas Pöstlberger. Ersatzfahrer: Stefan Denifl

U23 Männer
- Einzelzeitfahren: Markus Freiberger, Patrick Gamper
- Straßenrennen: Benjamin Brkic, Markus Freiberger, Patrick Gamper

Juniorinnen
- Einzelzeitfahren und Straßenrennen: Hannah Gruber-Stadler

Junioren
- Einzelzeitfahren: Tobias Bayer, Mario Gamper
- Straßenrennen: Tobias Bayer, Florian Gamper, Mario Gamper, Florian Kierner

### Swiss Cycling
Elite Frauen
- Einzelzeitfahren: Marlen Reusser, Ramona Forchini
- Straßenrennen: Nicole Hanselmann, Linda Indergand, Ramona Forchini

Elite Männer
- Einzelzeitfahren: Stefan Küng, Reto Hollenstein
- Straßenrennen: Michael Albasini, Silvan Dillier, Stefan Küng, Fabian Lienhard, Grégory Rast, Michael Schär – Ersatzfahrer; Martin Elmiger, Reto Hollenstein

U23 Männer
- Einzelzeitfahren: Marc Hirschi, Martin Schäppi
- Straßenrennen: Marc Hirschi, Gino Mäder, Patrick Müller, Lukas Rüegg – Ersatzfahrer: Reto Müller, Mario Spengler

Juniorinnen
- Einzelzeitfahren: Lara Krähemann
- Straßenrennen: Lara Krähemann, Pauline Roy (Verzicht aus gesundheitlichen Gründen)

Junioren
- Einzelzeitfahren: Mauro Schmid, Valère Thiébaud
- Straßenrennen: Ruben Eggenberg, Mauro Schmid, Valère Thiébaud, Alex Vogel, Alexandre Balmer – Ersatzfahrer: Simon Imboden, Jan Nadlinger